# Apogon dispar
 Apogon dispar és una espècie de peix de la família dels apogònids i de l'ordre dels perciformes.

## Morfologia
Els mascles poden assolir els 5 cm de longitud total.

## Distribució geogràfica
Es troba a Salomó i Palau.